# Andreas Tews
Andreas Tews (* 11. September 1968 in Rostock) ist ehemaliger deutscher Amateurboxer. Sein größter Erfolg ist der Olympiasieg in Barcelona 1992.

## Werdegang

### Nationale Erfolge
Tews begann 1979 im Alter von zehn Jahren beim Verein FiKo Rostock mit dem Boxen. Als Aktiver des Fiko Rostock holte Andreas Tews den DDR-Meistertitel 1982 in der Altersklasse 13. Durch diesen Titel konnte Tews später zum SC Traktor Schwerin wechseln. Dort waren Christian Zornow und Otto Ramin seine Trainer. 1985 gelang Tews eine Seltenheit, er wurde in einem Jahr drei Mal DDR-Meister. Den ersten Titel holte er in der Altersklasse 16, dazu bekam er auch den Pokal für den besten Boxer dieser Altersklasse, dazu wurde er ebenfalls DDR-Spartakiadesieger in der Altersklasse bis 48 kg. Er holte auch als 16-Jähriger in der Altersklasse 17 den DDR-Meistertitel gegen seinen Vereinskameraden Roland Schmidt. Ende des Jahres holte er im Dezember den dritten Meistertitel in Rostock, indem er wieder wie in der AK 17 Roland Schmidt bezwang. 1987 bezwang er Heiko Hinz im Finale des Fliegengewichts und holte seinen zweiten Titel. 1989 stieg Tews vom Fliegengewicht (51 kg) ins Bantamgewicht (54 kg) auf. Hier traf er im Finale auf Dieter Berg, gegen den er bereits 1986 im Finale verlor. Trotz der Finalniederlage bekam Tews den Pokal für die beste kämpferische Leistung, er war zu diesem Zeitpunkt nur 18 Jahre alt. 1988 war Tews nach den Olympischen Spielen verletzt, weswegen er nicht dort boxen konnte. 1989 lief es ganz anders ab und Tews gewann recht souverän mit 29:14.
So wurde Tews der letzte DDR-Meister im Bantamgewicht. 1990 fiel die DDR-Meisterschaft aus, sodass er ohne nationalen Titel dastand. Sein größter nationaler Erfolg war der deutliche Sieg beim Wiedervereinigungs-Länderkampf gegen Ibrahim Vural. Ende des Jahres stieg er in das Federgewicht (57 kg) auf und schloss somit die Lücke, die durch die Gewichtsklassensprünge von Diego Drumm, Marco Rudolph und Markus Beyer sowie das Karriereende von Dariusz Kosedowski entstanden war. Der Schweriner Vereinskamerad Heiko Hinz und der Cottbuser Junioren-Weltmeister Kay Pielert waren international noch nicht erfolgreich. 1991, bei der ersten gesamtdeutschen Meisterschaft, bezwang Tews Hinz im Finale mit 5:0 und bekam den Pokal für den besten Techniker. Dieser Titel ermöglichte ihm die Teilnahme an der Weltmeisterschaft 1991 in Sydney.
Den Titel wiederholte er 1992 in Karlsruhe, dort setzte er sich ebenfalls gegen Hinz durch, hier lautete das Ergebnis (26:7). Im Halbfinale hatte er den späteren Weltcup-Sieger Falk Huste vom MBV Frankfurt/Oder recht deutlich mit (29:7) bezwungen. Hier festigte er sein Platz auch nach seinem Olympiasieg im Federgewicht.
Mit seinem Klub SC Traktor Schwerin gewann er mehrmals die DDR-Oberliga. Als Mitglied des Schweriner SC gewann er die erste gesamtdeutsche Bundesliga in der Saison 1990/1991. In der Liga verlor Tews keinen Kampf. Seine letzte Saison für den Schweriner SC war in der Saison 1992/1993, dort gewann er wieder alle seine Kämpfe.
Schon 1993 beendete er im Alter von erst 24 Jahren wegen einer Lehre als Hotelkaufmann seine Boxkarriere beim Schweriner SC. Zuvor hatte er einen Vertrag als Berufsboxer abgelehnt, dem ihn der Hamburger Boxstall Universum angeboten hatte.

### Internationale Erfolge
International machte Tews auf sich aufmerksam, als er 1985 das stark besetzte Internationale Juniorenturnier in Tbilissi gewann, im Finale bezwang er den späteren Chemiepokalsieger und EM-Teilnehmer für Zypern, den georgischstämmigen Sowjetboxer Rudik Kazandzhyan. Sein erster großer internationaler Erfolg war der zweite Platz in der Fliegengewichtsklasse bei den Junioreneuropameisterschaften 1986 in Kopenhagen, dort verlor er im Finale knapp (2:3) gegen Samuel Galoyan aus der UdSSR. Schon ein Jahr später gewann er in Turin den Europameistertitel der Senioren im Fliegengewicht und war damit in dem Jahr mit nur 18 Jahren der jüngste Europameister. Auf dem Weg dahin besiegte er beim Chemiepokal, die unmittelbare EM-Qualifikation, Dieter Berg im Finale. Bei der Europameisterschaft schlug er im Halbfinale den Lokalmatadoren Andrea Mannai und im Finale den Olympiadritten von 1980, János Váradi, mit 5:0. Durch den Europameistertitel qualifizierte er sich für den Weltcup in Belgrad 1987. Im Finale verlor Tews umstritten gegen den Südkoreaner Kim Kwang-sun (2:3). Beim TSC-Turnier ein Monat vorher im September verlor er gegen den amtierenden Weltmeister im Fliegengewicht, den Kubaner Pedro Orlando Reyes. Durch seine erfolgreichen Leistungen im Jahr 1987 wurde er noch für die DDR startend für die Olympischen Spiele im Fliegengewicht nominiert. Zwar verlor er das Halbfinale des Chemiepokals gehandicapt gegen Heiko Hinz 2:3, doch machte die Niederlage wieder gut, als er Hinz im Finale des Gee-Bee-Turniers in Helsinki mit 5:0 besiegte. In Seoul gewann er seine Kämpfe gegen Wang Weiping aus China (5:0), wieder gegen den Ungarn János Váradi (5:0), gegen den Algerier Benaissa Abed (5:0) und gegen Mario González aus Mexiko (5:0). Im Finale traf er erneut auf Kim Kwang-sun aus Südkorea, der diesmal sogar Lokalmatador war. Der 19-jährige Tews verlor auch hier umstritten 1:4 nach Punkten. Dieses Ergebnis gehörte zu mehreren umstrittenen Urteilen dieser Spiele. Nach den Spielen war Tews bis ins Jahr 1989 verletzt, sodass die Klasse bis 51 kg nicht bei der Europa- und Weltmeisterschaft von der DDR besetzt war.

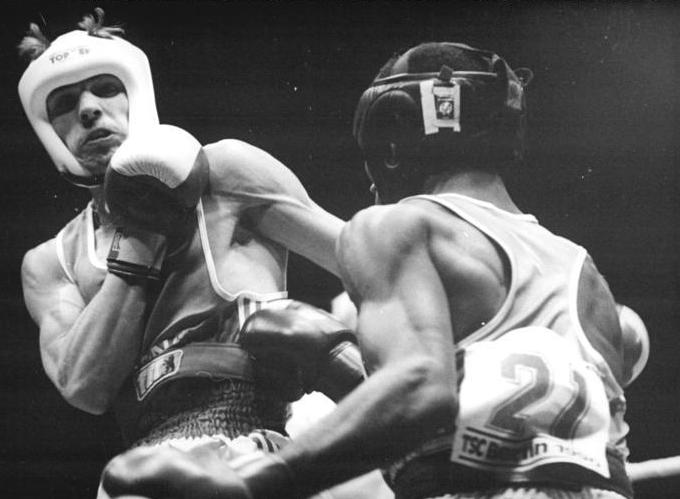
Andreas Tews (links) gewinnt 1990 beim TSC-Boxturnier gegen den Kubanischen Weltmeister von 1989 Enrique Carrión

Seine Rückkehr auf die internationale Bühne beging Tews mit einem Sieg im Bantamgewicht beim Felix-Stamm-Turnier in Polen. Hier bezwang er nacheinander den Polen Robert Ciba (1995 Vizeweltmeister), Rinvidas Bilius aus Litauen/UdSSR und den Kubaner Daniel Lobaina. Er siegte auch im Länderkampf gegen Schottland. 1990 gelang ihn die Sensation beim TSC-Turnier, als er im Finale den Kubaner Enrique Carrion (Weltmeister 1989) deutlich mit 44:18 besiegte. Er erhielt dafür den Ehrenpreis für die beste Leistung. Beim Weltcup 1990 lief es nicht wie beim TSC-Turnier, hier verlor Tews im Bantamgewicht im Viertelfinale gegen den bulgarischen Stilisten Serafim Todorov. Auf Todorov war er schon Mal 1986 im Finale des Schweriner Jugendturniers getroffen, das ebenfalls Todorov gewann. Auch im Halbfinale der Europameisterschaft 1991 in Göteborg verlor er knapp gegen Todorov 15:21 und wurde Dritter. Auf dem Weg dorthin bezwang er Mika Fors (Finnland) deutlich mit 45:3 und den Goodwill-Games-Sieger aus Leningrad, Wladislaw Antonow, mit 22:10.
Nach der Europameisterschaft versuchte Tews mit der Erlaubnis von Otto Ramin, Günter Debert und Helmut Ranze, in die höhere Klasse zu wechseln. Beim TSC-Turnier in Berlin besiegte er im Viertelfinale den Bulgaren Kirkor Kirkorov, der zu der Zeit amtierender Vizeweltmeister war und zwei Monate später Weltmeister wurde, mit 29:15. Im Halbfinale besiegte er mit demselben Ergebnis den Juniorenweltmeister von 1987, den Kubaner Angel Moya. Wegen einer Handverletzung trat Tews zum Finale nicht an, so wurde der Kubaner Eddy Suarez kampflos Sieger. Durch seine Leistungen qualifizierte er sich für die Weltmeisterschaften in Sydney. Hier hatte es Tews auch aufgrund des umständlichen Terminplans des Deutschen Boxverbandes schwer. Nach dem TSC-Turnier bestritt er unmittelbar danach die Deutsche Meisterschaft, anschließend fuhr Tews mit einer Handverletzung zur WM. Im ersten Kampf gewann er äußert knapp (13:12) gegen den Mongolen Tumentsetseg Uitumen, Vizeweltmeister 1997 von Budapest, dann bezwang er nach alten Leistungen den Türken Vahdettin Issever (20:6). Im Viertelfinale wartete dann der erfahrene Kubaner Arnaldo Mesa. In einem spannenden Kampf verlor Tews 13:17 gegen den Weltklassemann und schied bei seiner einzigen Weltmeisterschaft medaillenlos aus.
1992 war das Federgewicht die einzige Klasse, in der sich kein Deutscher qualifiziert hatte, so nutzte Tews die Chance und flog zum letzten Olympiaqualifikationsturnier nach Berck-Sur-Mer, Frankreich. Mit gewohnter Leistung besiegte Tews deutlich den polnischen Boxer, Jacek Bielski (1993 Europameister), mit 19:6 und dann im Viertelfinale den Italiener Sandro Casamonica (EM-Bronzemedaillengewinner 1989) mit 18:6. Somit stand Tews im Halbfinale und hatte die Olympiateilnahme sicher. Um seine Hand zu schonen, trat Tews nicht an und verlor kampflos gegen den französischen Lokalmatadoren Djamel Lifa.
Mit seinem Trainer Otto Ramin fuhr er als Mitglied einer zwölf Mann starken deutschen Auswahl, als einer von drei Schweriner, nach Barcelona. Gleich im ersten Kampf des Turniers bekam es Tews mit dem amtierenden Weltmeister von 1991, Kirkor Kirkorov, zu tun. In einem hochklassigen Kampf besiegte Tews ihn zum dritten Mal, der Endstand lautete 9:5. Tews’ zweiter Gegner war der Franzose Djamal Lifa, Bronzemedaillengewinner der EM 1991 und Sieger der Olympiaqualifikation in Frankreich. Diesmal trat Tews den Kampf an und gewann gegen den Franzosen mit 9:4. Im Viertelfinale traf Tews auf den Südkoreaner Duk-Kyu Park. Der 1991er Vizeweltmeister konnte Tews nicht von der Siegerstraße abbringen und verlor 7:17. Somit hatte Tews seine zweite Olympiamedaille sicher und zog mit dem ehemaligen Schweriner Richard Nowakowski gleich. Tews hatte auch im Halbfinale gegen den Algerier Hocine Soltani (WM-Bronze 1991 und späterer Olympiasieger 1996) keine Probleme. Das Ergebnis lautete 11:1 für den Deutschen. Im Finale wartete mit Faustino Reyes ein Lokalmatador. Der erst 17 Jahre alte Spanier besiegte auf dem Weg dorthin den Kubaner Eddy Suarez. Tews begann die erste Runde verhalten, auch bedingt durch den Heimvorteil des Spaniers. Nach der ersten Runde stand es auf den Punktzetteln 4:1 zu Gunsten Tews’. Somit begann der Schweriner, den Gegner noch mehr auszuboxen und wurde durch eine starke Leistung (16:9) Olympiasieger. In der Auswahl für den Val-Barker-Pokal für den besten Boxer der Olympischen Spiele 1992 kam er mit den Kubanern Roberto Balado und Joel Casamayor in die engeren Auswahl. Balado erhielt die Auszeichnung vor Casamayor und Tews. Die Olympischen Spiele von Barcelona waren Tews’ letztes internationales Turnier.
Andreas Tews verlor im Federgewicht nur einen Kampf und zählt zu den erfolgreichsten deutschen Boxern. Wegen seiner Ausbildung zum Hotelkaufmann sagte Tews die Challenge Matches 1993 in Istanbul sowie den Erdteilkampf zwischen Europa und Nordamerika in Berlin ab. Er war in den Jahren 1992 und 1993 ohne Niederlage geblieben und beendete als Olympiasieger seine Karriere.

## Sonstiges
Er ist verheiratet und hat eine Tochter (* 1994) und einen Sohn (* 2005).
Für den Gewinn der Silbermedaille in Seoul 1988 wurde er mit dem Vaterländischen Verdienstorden in Silber ausgezeichnet, als Anerkennung für seinen Olympiasieg erhielt er am 23. Juni 1993 das Silberne Lorbeerblatt.